# Salix berberifolia
Salix berberifolia là một loài thực vật có hoa trong họ Liễu. Loài này được Pall. miêu tả khoa học đầu tiên năm 1776.